# Mount Ubique
Mount Ubique är ett berg i Antarktis. Det ligger i Östantarktis. Nya Zeeland gör anspråk på området. Toppen på Mount Ubique är 925 meter över havet, eller 464 meter över den omgivande terrängen. Bredden vid basen är 6,5 km.
Terrängen runt Mount Ubique är huvudsakligen kuperad, men åt sydost är den platt. Trakten är obefolkad. Det finns inga samhällen i närheten.